# Goya 2001
Die 15. Verleihung des Goya fand am 3. Februar 2001 im Palacio Municipal de Congresos in Madrid statt. Der spanische Filmpreis wurde in 25 Kategorien vergeben. Als Moderatoren führten Concha Velasco, María Barranco, Loles León, Imanol Arias, Pablo Carbonell und José Coronado durch den Abend.
Achero Mañas’ Filmdrama El bola über Gewalt gegenüber Kindern war in fünf Kategorien nominiert und konnte vier Nominierungen in Auszeichnungen umsetzen, unter anderem in der Kategorie Bester Film. Die meisten Nominierungen, insgesamt 15, hatte in diesem Jahr Álex de la Iglesias Kriminalkomödie Allein unter Nachbarn – La comunidad mit Carmen Maura in der Hauptrolle erhalten. Neben diesen beiden Filmen war auch das sechsfach nominierte Filmdrama Leo als bester Film nominiert, dessen Regisseur José Luis Borau sich in der Kategorie Beste Regie unter anderem gegen José Luis Garci behaupten konnte. Garcis Filmdrama You’re the One (una historia de entonces), das auf der Berlinale mit einem Preis für die Kameraarbeit ausgezeichnet wurde, konkurrierte ebenfalls um den Preis als bester Film. 14-fach nominiert, gewann You’re the One (una historia de entonces) am Ende in fünf Kategorien und war damit der meistausgezeichnete Film des Abends.
Während Juan Luis Galiardo für Adiós con el corazón als bester Hauptdarsteller prämiert wurde, gewann Carmen Maura für ihre Darbietung in Allein unter Nachbarn – La comunidad den Preis als beste Hauptdarstellerin. Lydia Bosch, Adriana Ozores und Icíar Bollaín mussten sich ihr dabei geschlagen geben. In den Nebendarstellerkategorien wurden Emilio Gutiérrez Caba (Allein unter Nachbarn – La comunidad) und Julia Gutiérrez Caba (You’re the One (una historia de entonces)) ausgezeichnet. Das mit der Goldenen Palme prämierte Musicaldrama Dancer in the Dark von Lars von Trier mit der isländischen Sängerin Björk in der Hauptrolle gewann den Goya als bester europäischer Film; der erotische Actionfilm Burnt Money – Plata quemada des argentinischen Regisseurs Marcelo Piñeyro erhielt den Preis in der Kategorie Bester ausländischer Film in spanischer Sprache.
Der Ehren-Goya ging an José Luis Dibildos, der als Drehbuchautor und Filmproduzent, unter anderem des mit dem Goldenen Bären ausgezeichneten Dramas Der Bienenkorb von Mario Camus, tätig war.

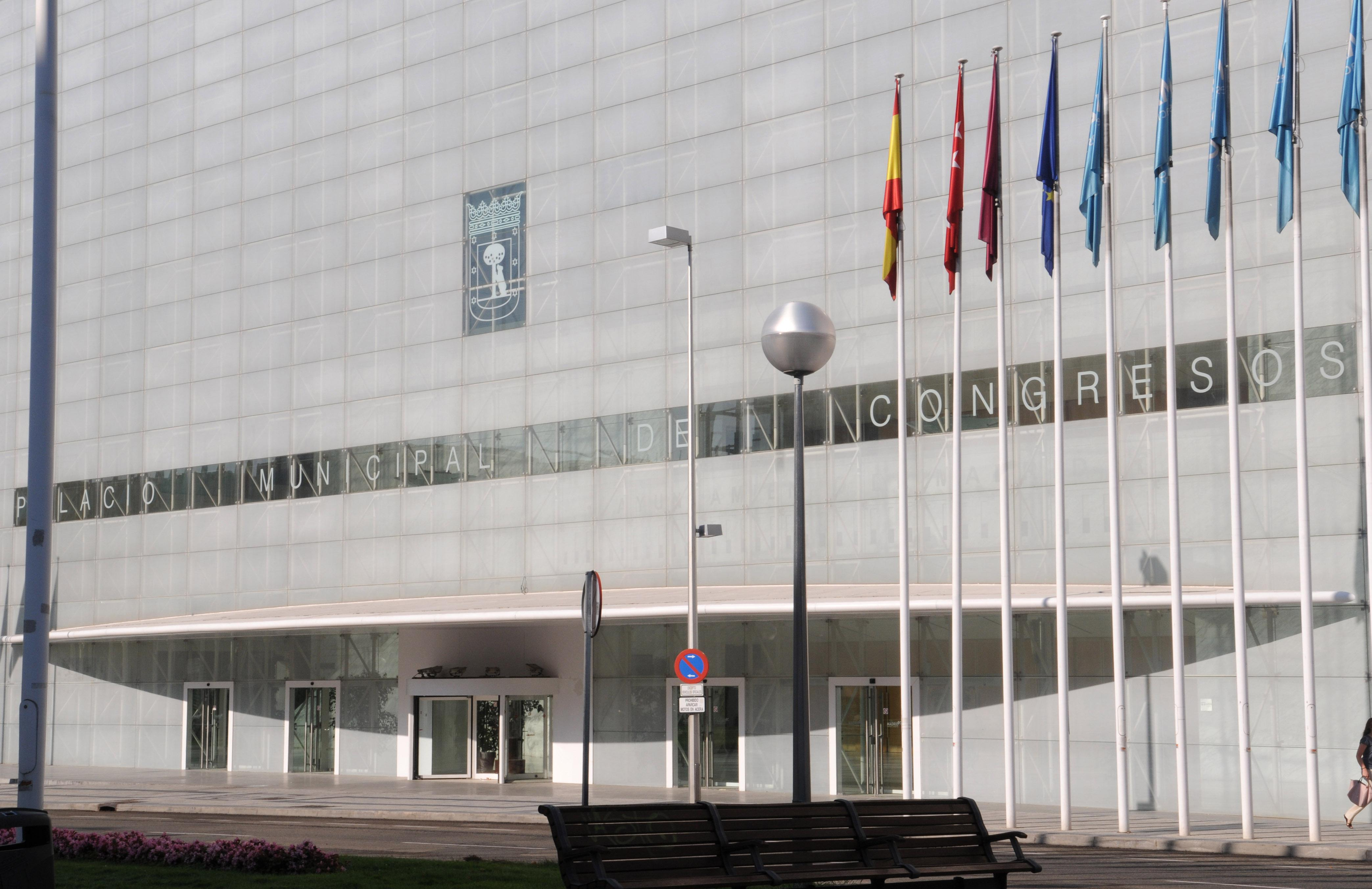
Der Palacio Municipal de Congresos, der Veranstaltungsort der Verleihung

## Gewinner und Nominierte
| Statistik (Filme mit mehr als einer Nominierung) N=Nominierung; A=Auszeichnung |    |   |
| Film                                                                           | N  | A |
| Allein unter Nachbarn – La comunidad                                           | 15 | 3 |
| You’re the One (una historia de entonces)                                      | 14 | 5 |
| Besos para todos                                                               | 6  | 1 |
| Leo                                                                            | 6  | 1 |
| El bola                                                                        | 5  | 4 |
| Lázaro de Tormes                                                               | 5  | 2 |
| Plenilunio                                                                     | 5  | 0 |
| Calle 54                                                                       | 3  | 1 |
| Sé quién eres                                                                  | 3  | 1 |
| Krampack                                                                       | 3  | 0 |
| El corazón del guerrero                                                        | 2  | 0 |
| El mar                                                                         | 2  | 0 |
| El portero                                                                     | 2  | 0 |
| Fugitivas – Auf der Flucht                                                     | 2  | 0 |
| Obra maestra                                                                   | 2  | 0 |
| The Art of Dying – Die Kunst zu sterben                                        | 2  | 0 |

### Bester Film (Mejor película)
El bola – Regie: Achero Mañas
- Allein unter Nachbarn – La comunidad (La comunidad) – Regie: Álex de la Iglesia
- Leo – Regie: José Luis Borau
- You’re the One (una historia de entonces) – Regie: José Luis Garci

### Beste Regie (Mejor dirección)
José Luis Borau – Leo
- José Luis Garci – You’re the One (una historia de entonces)
- Jaime Chávarri – Besos para todos
- Álex de la Iglesia – Allein unter Nachbarn – La comunidad (La comunidad)

### Beste Nachwuchsregie (Mejor dirección novel)
Achero Mañas – El bola
- Cesc Gay – Krampack
- Patricia Ferreira – Sé quién eres
- Daniel Monzón – El corazón del guerrero

### Bester Hauptdarsteller (Mejor actor)
Juan Luis Galiardo – Adiós con el corazón
- Miguel Ángel Solá – Sé quién eres
- Juan Diego Botto – Plenilunio
- Carmelo Gómez – El portero

### Beste Hauptdarstellerin (Mejor actriz)
Carmen Maura – Allein unter Nachbarn – La comunidad (La comunidad)
- Lydia Bosch – You’re the One (una historia de entonces)
- Adriana Ozores – Plenilunio
- Icíar Bollaín – Leo

### Bester Nebendarsteller (Mejor actor de reparto)
Emilio Gutiérrez Caba – Allein unter Nachbarn – La comunidad (La comunidad)
- Luis Cuenca – Obra maestra
- Juan Diego – You’re the One (una historia de entonces)
- Iñaki Miramón – You’re the One (una historia de entonces)

### Beste Nebendarstellerin (Mejor actriz de reparto)
Julia Gutiérrez Caba – You’re the One (una historia de entonces)
- Chusa Barbero – Besos para todos
- Terele Pávez – Allein unter Nachbarn – La comunidad (La comunidad)
- Ana Fernández – You’re the One (una historia de entonces)

### Bester Nachwuchsdarsteller (Mejor actor revelación)
Juan José Ballesta – El bola
- Javier Batanero – Leo
- Jordi Vilches – Krampack

### Beste Nachwuchsdarstellerin (Mejor actriz revelación)
Laia Marull – Fugitivas – Auf der Flucht (Fugitivas)
- Antónia Torrens – El mar
- Luisa Martín – Terca vida
- Pilar López de Ayala – Besos para todos

### Bestes Originaldrehbuch (Mejor guion original)
Verónica Fernández und Achero Mañas – El bola
- Jorge Guerricaechevarría und Álex de la Iglesia – Allein unter Nachbarn – La comunidad (La comunidad)
- José Luis Borau – Leo
- José Luis Garci und Horacio Valcárcel – You’re the One (una historia de entonces)

### Bestes adaptiertes Drehbuch (Mejor guion adaptado)
Fernando Fernán Gómez – Lázaro de Tormes
- Salvador García Ruiz – El otro barrio
- Tomàs Aragay und Cesc Gay – Krampack
- Manuel Hidalgo und Gonzalo Suárez – El portero

### Beste Produktionsleitung (Mejor dirección de producción)
Luis María Delgado – You’re the One (una historia de entonces)
- Juanma Pagazaurtandua – Allein unter Nachbarn – La comunidad (La comunidad)
- Tino Pont – El corazón del guerrero
- Carmen Martínez Rebé – Lázaro de Tormes

### Beste Kamera (Mejor fotografía)
Raúl Pérez Cubero – You’re the One (una historia de entonces)
- José Luis López-Linares – Calle 54
- Gonzalo F. Berridi – Plenilunio
- Kiko de la Rica – Allein unter Nachbarn – La comunidad (La comunidad)
- Jaime Peracaula – El mar

### Bester Schnitt (Mejor montaje)
Miguel González Sinde – You’re the One (una historia de entonces)
- Carmen Frías – Calle 54
- José Salcedo – Leo
- Alejandro Lázaro – Allein unter Nachbarn – La comunidad (La comunidad)

### Bestes Szenenbild (Mejor dirección artística)
Gumersindo Andrés und Gil Parrondo – You’re the One (una historia de entonces)
- Luis Ramírez – Lázaro de Tormes
- Ulia Loureiro und Fernando Sáenz – Besos para todos
- José Luis Arrizabalaga und Arturo García – Allein unter Nachbarn – La comunidad (La comunidad)

### Beste Kostüme (Mejor diseño de vestuario)
Javier Artiñano – Lázaro de Tormes
- Gumersindo Andrés – You’re the One (una historia de entonces)
- Pedro Moreno – Besos para todos
- Paco Delgado – Allein unter Nachbarn – La comunidad (La comunidad)

### Beste Maske (Mejor maquillaje y peluquería)
Romana González und Josefa Morales – Besos para todos
- Paca Almenara und Antonio Panizza – You’re the One (una historia de entonces)
- Mercedes Guillot und José Quetglás – Allein unter Nachbarn – La comunidad (La comunidad)
- Juan Pedro Hernández und Esther Martín – Lázaro de Tormes

### Beste Spezialeffekte (Mejores efectos especiales)
Félix Bergés, Pau Costa, Julio Navarro und Raúl Romanillos – Allein unter Nachbarn – La comunidad (La comunidad)
- Juan Ramón Molina und Alfonso Nieto – Año mariano
- Reyes Abades und Félix Bergés – The Art of Dying – Die Kunst zu sterben (El arte de morir)
- Pau Costa, Alfonso Nieto, Raúl Romanillos und Emilio G. Ruiz – Obra maestra

### Bester Ton (Mejor sonido)
Thom Cadley, Martin Gamet, Pierre Gamet, Dominique Hennequin, Mark Wilder und Marisa Hernández – Calle 54
- Ray Gillon, James Muñoz und Gilles Ortion – Plenilunio
- Enrique Domínguez und José Vinader – Allein unter Nachbarn – La comunidad (La comunidad)
- Sergio Bürmann, Jaime Fernández, Daniel Goldstein und Ricardo Steinberg – El bola

### Beste Filmmusik (Mejor música original)
José Nieto – Sé quién eres
- Roque Baños – Allein unter Nachbarn – La comunidad (La comunidad)
- Najwa Nimri, Carlos Jean und Nacho Mastretta – Asfalto – Kalter Asphalt (Asfalto)
- Antonio Meliveo – Plenilunio

### Bester Filmsong (Mejor canción original)
„Fugitivas“ von  J. J. Chaleco, Manuel Malou und Natboccara – Fugitivas – Auf der Flucht (Fugitivas)
- „Km. 0“ von Ismael Serrano – Km. 0
- „El arte de morir“ von Suso Sáiz, Tito Fargo und Cristina Lliso – The Art of Dying – Die Kunst zu sterben (El arte de morir)
- „Gitano“ von Arturo Pérez-Reverte und Abigail Marcet – Gitano

### Bester Kurzfilm (Mejor cortometraje de ficción)
Pantalones – Regie: Ana Martínez
- El cuervo – Regie: Tinieblas González
- El beso de la tierra – Regie: Lucinda Torre
- El puzzle – Regie: Belén Macías
- Los Almendros – Plaza nueva – Regie: Álvaro Alonso

### Bester Animationsfilm (Mejor película de animación)
La isla del cangrejo – Regie: Txabi Basterretxea und José Ángel Muñoz
- Marco Antonio, rescate en Hong Kong – Regie: Manuel J. García und Carlos Varela
- El gran secreto – Regie: Miquel Pujol Lozano
- El ladrón de sueños – Regie: Ángel Alonso

### Bester europäischer Film (Mejor película europea)
Dancer in the Dark, Dänemark – Regie: Lars von Trier
- Chicken Run – Hennen rennen (Chicken Run), Großbritannien – Regie: Peter Lord und Nick Park
- East is East (East Is East), Großbritannien – Regie: Damien O’Donnell
- Die Treulosen (Trolösa), Schweden – Regie: Liv Ullmann

### Bester ausländischer Film in spanischer Sprache (Mejor película extranjera de habla hispana)
Burnt Money – Plata quemada (Plata quemada), Argentinien – Regie: Marcelo Piñeyro
- Ratas, ratones, rateros, Ecuador – Regie: Sebastian Cordero
- Kubanisch Reisen (Lista de espera), Kuba – Regie: Juan Carlos Tabío
- Pantaleón y las visitadoras, Peru – Regie: Francisco José Lombardi

## Ehrenpreis (Goya de honor)
- José Luis Dibildos, spanischer Drehbuchautor und Filmproduzent